# Aeon信貸
AEON信貸財務（亞洲）有限公司（港交所：0900）是香港一間金融公司，前身是招財信貨，於1987年成立，主要業務為提供消費信貸融資服務，包括簽發信用卡、私人貸款融資及汽車、家庭用品及其他消費者產品等租購融資。其子公司為永旺保險顧問（香港）有限公司。於2016年1月，該公司市值大約為20億元。

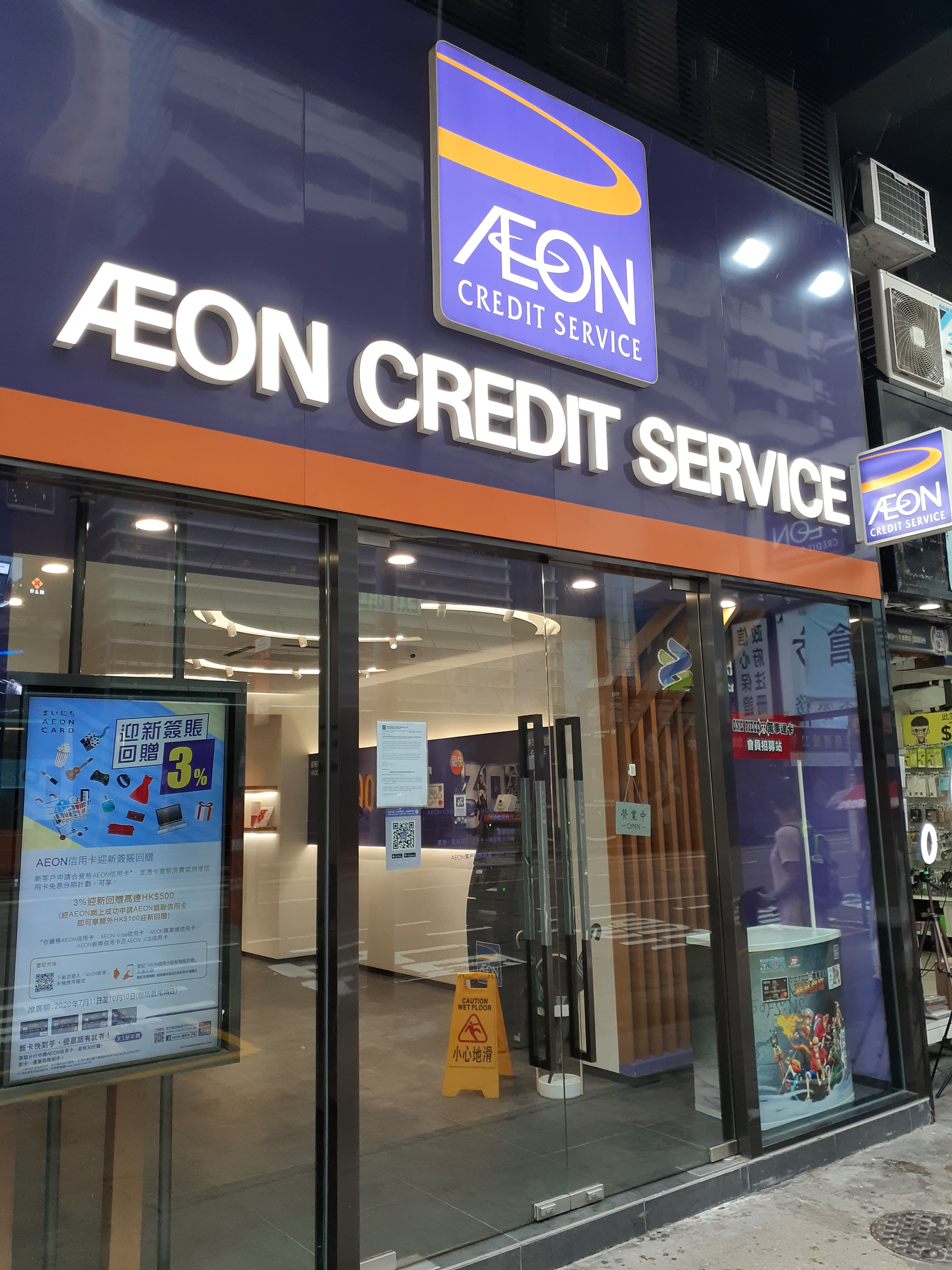

## 参見
- 永旺集團
- 永旺百貨
- 吉之島
- 靈格風

## 外部連結
- AEON信貸（页面存档备份，存于）